# ボビー・カー
ロバート・"ボビー"・カー（Robert "Bobby" Kerr、1882年6月9日 - 1963年5月12日）は、カナダの陸上競技選手。短距離の選手として1908年ロンドンオリンピックに出場。200mで金メダル、100mでも銅メダルを獲得した選手である。

## 経歴
北アイルランドのカウンティ・ファーマナのエニスキレンの出身。5歳のとき両親とともにカナダに移民、オンタリオ州ハミルトンで育った。カーは消防士をしながら、休みには走ることを楽しんでいた。そんな彼はすぐに地域で最も強いスプリンターに成長していった。
カーは1904年にオリンピックが開催されるセントルイスに自腹で出場することを決める。しかし、オリンピックでは60m、100m、200mの3種目に出場するも、3種目とも予選敗退という結果に終わった。
しかしながらその後、カーのパフォーマンスはどんどん向上して行き、40ヤードから220ヤードまでのすべてのカナダ記録を更新する。1907年の100ヤード、1906年から1908年までの200ヤードのカナダのタイトルを獲得する。
1908年、カーは英国選手権に参加するためイングランドに向かう。そして、100ヤードと200ヤードの両種目を制覇する。同年のロンドンオリンピックでは、カーは大英帝国の代表として見られていたため、観衆からは地元出身の優勝候補と見られていた。
カーは4年前のセントルイスオリンピックの結果を大きく上回る成績を残す。100m、200mでは決勝に進出。100mでは英領南アフリカのレジー・ウォーカー、アメリカのジェームズ・レクターに次ぎ11.0秒で銅メダルを獲得する。次の日行われた200mの決勝では、22秒6の記録で金メダルを獲得。彼の勝利は、彼の故郷のハミルトン伝わり、地元は大騒ぎとなった。
第一次世界大戦では、カーはカナダの第205大隊の士官として従軍。第205大隊には優秀なスポーツ選手が多く所属していたため、スポーツマン大隊として知られていた。この連隊が解散した後、カーは第164大隊、第1戦車大隊へと移った。
選手として引退した後も、カーはカナダのスポーツの発展に貢献する。故郷のハミルトンで陸上とサッカーのコーチをしながら、1928年、1932年のオリンピックでは役員として参加。アムステルダム大会では、自らが獲得した200mで、カナダの後輩のパーシー・ウィリアムズが金メダルを獲得するのを目にする。さらに、故郷のハミルトンで開催された第1回の英連邦大会（コモンウェルスゲームズ）の開催に尽力した。